# 加勒比人

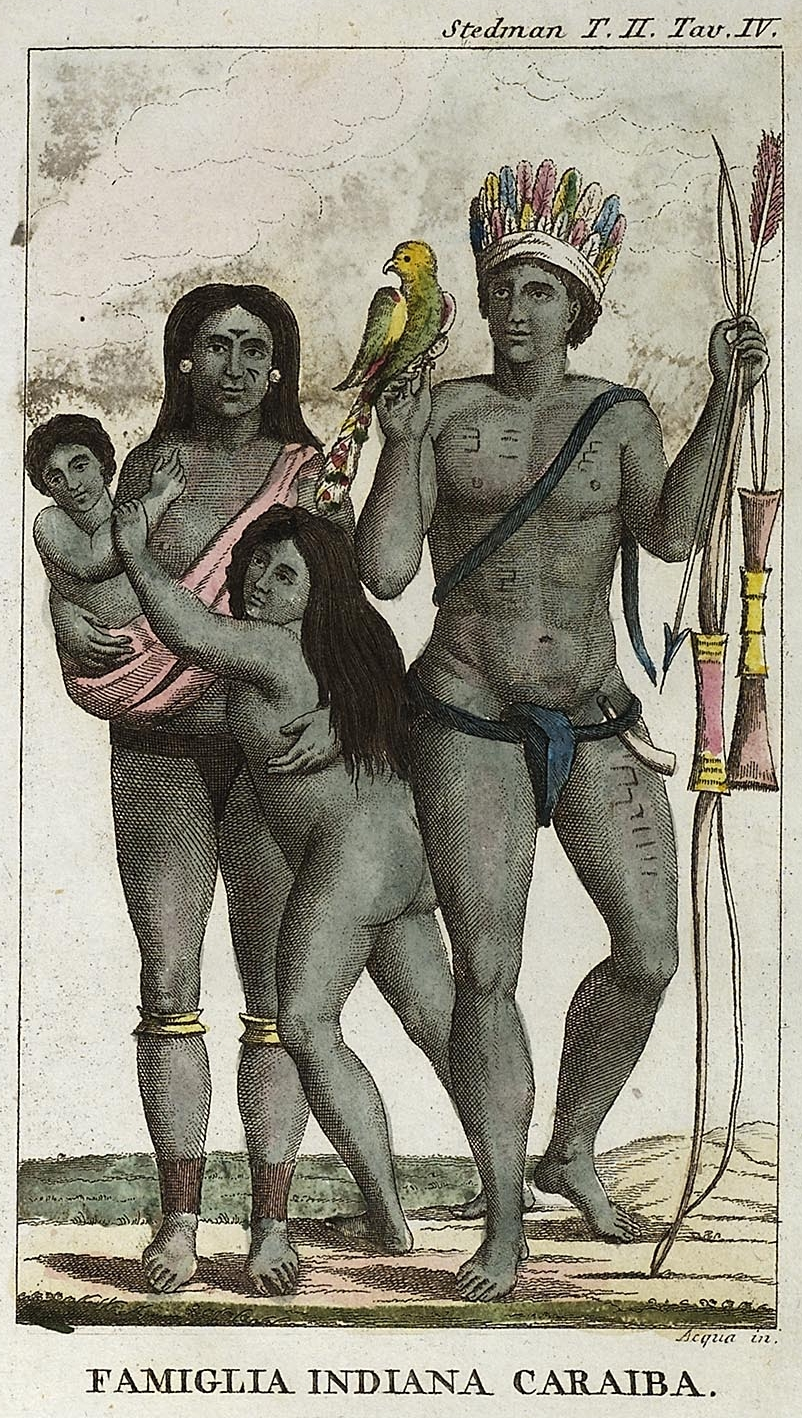
Carib family (by John Gabriel Stedman)

加勒比人，又譯卡利勃人，是小安的列斯群島（Lesser Antilles）的居民，也是「加勒比海」名字的來源。他們是美洲原住民的一支，起源於西印度地區到南美洲的北海岸一帶。
雖然加勒比男人通常使用任一種加勒比語（Cariban languages）或混合語（pidgin），但加勒比族過去經常對外侵略，擁有許多阿拉瓦女性（Arawak）俘虜，所以Kalhíphona（一種Maipurean語言）在當地女人之間也常被使用。在南加勒比海他們與另一個有血緣關係的加勒比語族Galibi共存，該族居住在格瑞那達與托巴哥（Tobago）鄉間，一般相信由古代居住於南美洲的加勒比人分支而來。加勒比語有些詞彙成為英語的外來語，包括hurricane（熱帶氣旋）、hammock（吊床）、barbeque（燒烤）、iguana（美洲鬣蜥屬）等等。

## 歷史
一般相信加勒比人是從南美洲委內瑞拉的奧利諾科河流域雨林來到加勒比海地區定居的。據信在1492年克里斯多福·哥倫布登陸加勒比群島的前幾個世紀，加勒比人取代了原本居住在小安的列斯群島南部，使用Maipurean語的Igneri人。
根據Fr. Breton在十七世紀記載的加勒比人傳說，他們將Igneri族（也就是阿拉瓦人）的男人殺光（而且還吃掉他們），並將那一族的女人收為妻妾。人類學家對這些傳說的可信度有相當爭議，但是島上的加勒比女人使用Kalhíphona語的事實給讓該傳說的可信度提高了一些。
島民與維爾京群島和波多黎各的東泰諾人（Taíno）有掠奪或交易的關係。哥倫布所發現泰諾人擁有的黃金來自於加勒比人；美洲海島的原住民不懂熔煉黃金，而是從對大陸交易中獲得的。加勒比人對造船與航海也很有經驗，而擅長作戰這一點更導致他們一度稱霸加勒比海盆地。
但是加勒比人後來還是被歐洲人取代，並在美洲殖民時代近近滅絕。無論如何他們還是保住了多米尼克、聖文森島（Saint Vincent (island)）、聖露西亞與千里達等島嶼。
聖文森島的黑加勒比人（Black Caribs，Garífuna）的血統有一部分混合自一場1675年沈船事件中，疑似挾持船員逃脫的逃亡黑奴。1795年，他們被放逐到宏都拉斯的羅阿坦島（Roatán），稱為Garífuna的後裔從此定居於此。相對的，英國對與黑奴混血比較少的「黃加勒比人」（Yellow Caribs）比較沒有敵意，於是讓他們繼續留在聖文森島。
加勒比人的反抗阻礙了歐洲人殖民多米尼克，使得加勒比人在聖文森島與多米尼克兩地的社群直到十九世紀左右都得以保有一定程度的自治。所知最後一位使用加勒比語的人於1920年代過世，但海地、多米尼克、聖文森島不少居民被記載有加勒比人的血統。

## 居民
加勒比人借助於多米尼克的複雜山岳地形以躲避歐洲人勢力。目前，他們在該島的東海岸有3700英畝的土地（即加勒比人领地），是1903年時英国殖民当局同意授予的。受到西班牙、法國與英國殖民者的壓迫，該地的加勒比人只有大約三千名。他們選舉決定自己的酋長。2003年7月，他們慶祝獲得領土100年的節日。2004年7月，Charles Williams獲選為加勒比酋長（Carib Chief）。一般將他們視為最後僅存的加勒比土著，不過其中一些人有與非洲裔的多米尼克居民通婚。

## 宗教信仰
一般相信加勒比人行多神崇拜，而食人也是他們的一種宗教儀式，甚至連小孩都會參加。

## 爭議
Kalinago人認為世人對他們的祖先有所誤解，並為此抗議到今日。貝里斯的黑加勒比民族議會（National Garifuna Council）於2005年對《加勒比海盗2》提出批評，因為該片將加勒比人描述成食人族。